# Río Hueinahue
El río Hueinahue  es un río que nace en la cordillera de los Andes y atraviesa a las comunas de Futrono y Lago Ranco hasta desembocar en el lago Maihue, en el sur de Chile.

## Trayecto
Nace en las laderas del nevado de Queñi en la Cordillera de Los Andes, en su trayecto el río recibe las aguas del río Rupumeica y más abajo recibe las aguas del río Maihue  y desemboca en el Lago Maihue, que a su vez desagüa en el río Calcurrupe. El río fluye en dirección este-oeste a lo largo de la Falla Futrono.

## Caudal y régimen
Las aguas del río es de caudal regular

## Historia
Luis Risopatrón lo describe en su Diccionario Jeográfico de Chile en 1924 sobre el río:: 238 
Hueinahue (Río). Es formado por varios arroyos recibe de las faldas W del cordón limitaneo con la Arjentina corre hacia el W i vacía en el estremo del SE del lago Maihue, tributario del de Ranco.

## Población, economía y ecología
En su trayecto se encuentra el salto del Encanto